# Ibernalo
Ibernalo es un despoblado que actualmente forma parte del concejo de Santa Cruz de Campezo, que está situado en el municipio de Campezo, en la provincia de Álava, País Vasco (España).

## Toponimia
A lo largo de los siglos también ha sido conocido con los nombres de Ibernal y Vernal.

## Geografía física
| Noroeste: Antoñana  | Norte: Orbiso | Nordeste: Zúñiga |
| Oeste: Bujanda      |               | Este: Acedo      |
| Suroeste: Genevilla | Sur: Yoar     | Sureste: Nazar   |

## Historia
Documentado desde 1257, se desconoce cuándo se despobló.
En sus tierras solo queda la ermita de Nuestra Señora de Ibernalo.